# Canyon Hotel

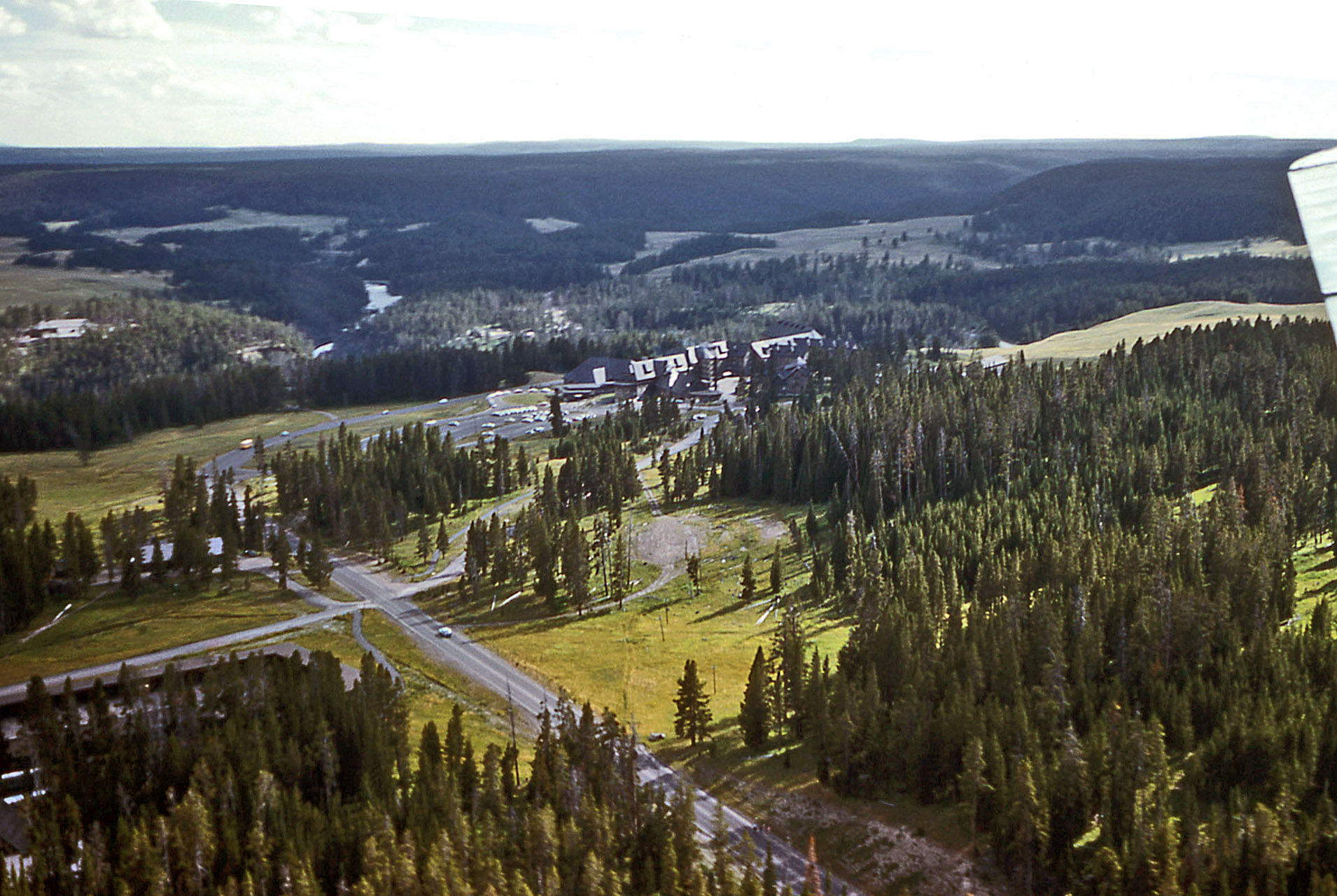
De omgeving van het hotel in 1958

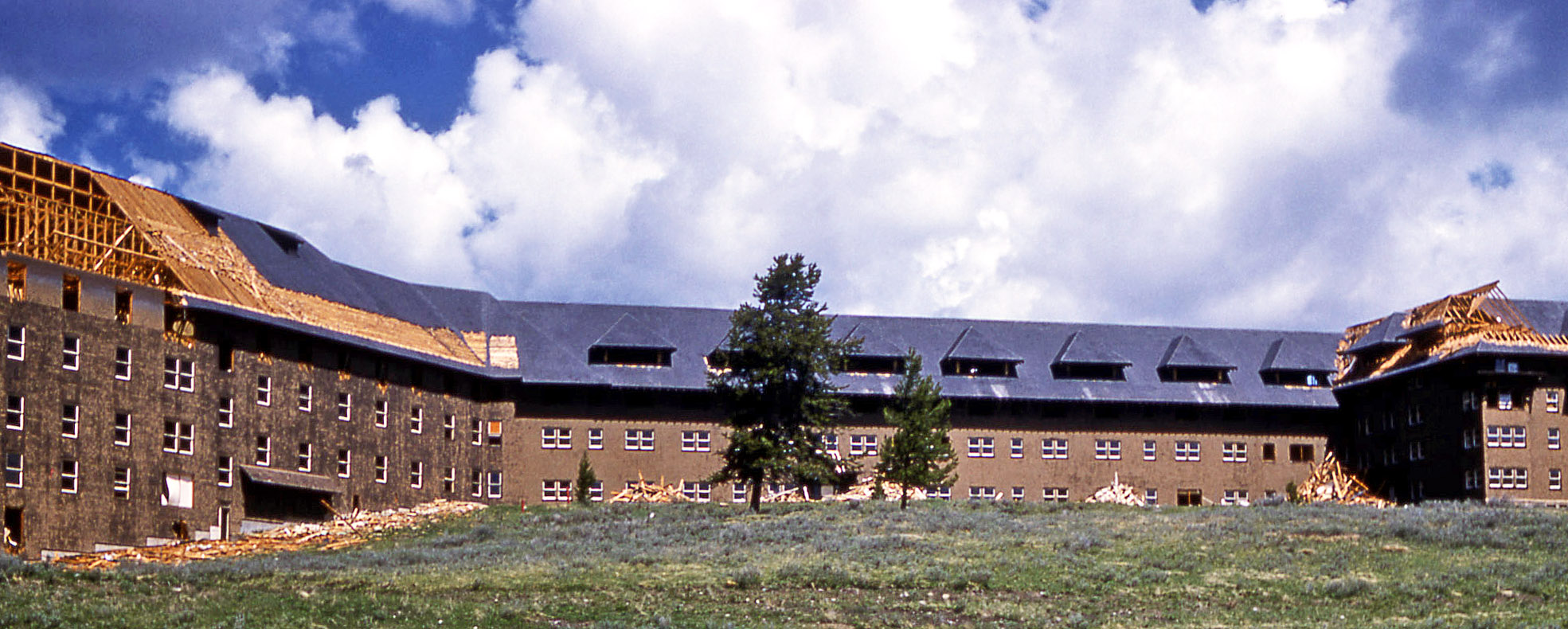
Afbraak in 1960

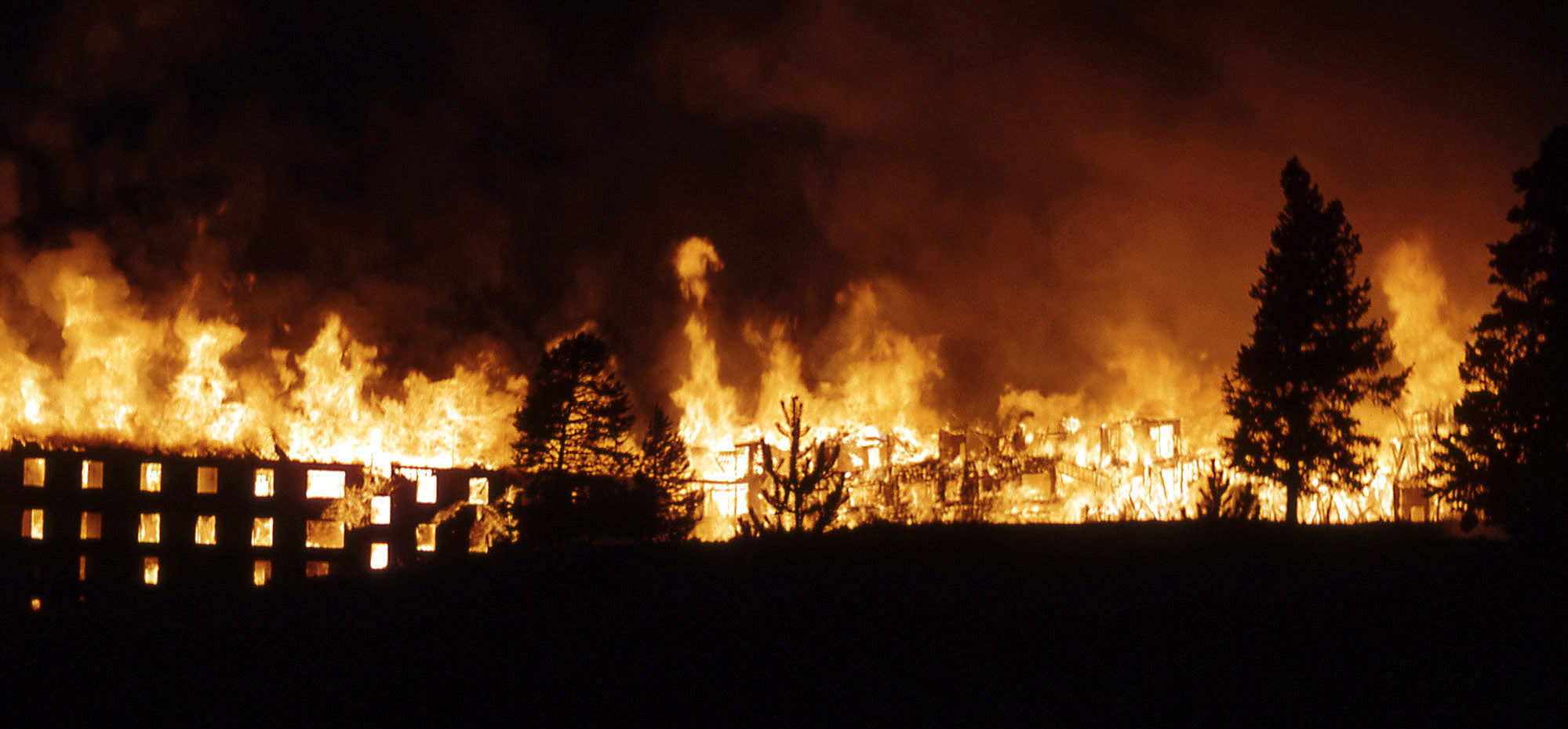
Het Canyon Hotel brandde af in de nacht van 8 op 9 augustus 1960

Het Canyon Hotel was een hotel in Yellowstone National Park, in de Amerikaanse staat Wyoming.
Het grootschalige hotel werd in 1910 gebouwd door de Yellowstone Park Company om bezoekers aan de Grand Canyon of the Yellowstone en de Yellowstone-watervallen te accommoderen. Na de Tweede Wereldoorlog had het gebouw veel van zijn elegantie verloren en achtte de National Park Service het Canyon Hotel verouderd. In de late jaren 50 werd het hotel verlaten. Men was het hotel aan het afbreken toen een brand het in 1960 voorgoed vernielde.

## Voorgeschiedenis
Voor de bouw van het Canyon Hotel in 1910 hadden er al twee hotels op diezelfde plek gestaan. Dat eerste hotel opende in mei 1886. Het was bedoeld als een tijdelijke oplossing ter vervanging van de tentenkampen. Dat hotel werd opgevolgd door een tweede hotel op die locatie, dat in 1891 voltooid werd. Het nieuwe hotel bood bijzonder veel comfort en service, maar stond bekend als een lelijk gedrocht. Het telde 250 kamers, tot het in 1901 uitgebreid werd met nog eens 24 kamers.

## Beschrijving
Het derde hotel, het Canyon Hotel uit 1910, was een ontwerp van architect Robert Reamer, die eerder al de rustieke Old Faithful Inn ontwierp. Voor het ontwerp van het Canyon Hotel wilden Reamer en diens opdrachtgever Harry W. Childe een eleganter bouwwerk maken dan de Inn. Het nieuwe hotel telde 400 kamers en was 230 meter lang, waarmee het Canyon Hotel het grootste gebouw in de geschiedenis van Yellowstone is. Het ontwerp was beïnvloed door de Prairie School van architect Frank Lloyd Wright.

## Achteruitgang en afbraak
Na afloop van de Tweede Wereldoorlog waren veel faciliteiten in de nationale parken in slechte staat. Vaak konden ze de toenemende stroom toeristen, die vooral met de auto kwamen, niet meer aan. Het Mission 66-programma, de nieuwe nationale strategie van de National Park Service, werd in het leven geroepen om die situatie te verbeteren. Oude faciliteiten zouden verbeterd of vervangen worden. Hotels, die gebouwd waren voor toeristen die met de trein kwamen, zouden vervangen worden door motel-achtige accommodaties. In Yellowstone werd gekozen voor een nieuw project in de buurt van het Canyon Hotel, Canyon Village, dat een van de grootste projecten uit het tijdperk van Mission 66 was. In Canyon Village werden veel kleinere motelgebouwen neergezet die specifiek inspeelden op de eisen van de bezoekers in de jaren 50. Het project werd voltooid in 1957.
Het oude Canyon Hotel bleef echter populair bij bezoekers. Om toeristen toch aan te moedigen in de nieuwe faciliteiten te logeren, werd het Canyon Hotel zelfs tijdelijk gesloten. Wanneer in 1958 vastgesteld werd dat het Canyon Hotel op bepaalde plaatsen onherstelbaar beschadigd was, werd beslist het gebouw af te breken. De Hebgen Lake-aardbeving van 17 augustus 1959 verergerde de staat van het hotel alleen maar. Op 8 augustus 1960 brandde het hotel af. Er is nooit een oorzaak van de brand aangeduid.